# Россошь (река, впадает в Цимлянское водохранилище)
Россошь (балка Сенная) — река в России, протекает в Морозовском и Цимлянском районах Ростовской области и Чернышковском районе Волгоградской области. Бывший правый приток Цимлы, в настоящее время впадает в Цимлянский залив Цимлянского водохранилища, бассейн Дона. Площадь водосборного бассейна — 662 км². Высота устья — 36 м над уровнем моря.

## География
Россошь начинается на границе Ростовской и Волгоградской областей, примерно в 30 км юго-восточнее Морозовска. Течёт сначала на юго-запад, по Ростовской области. Дважды запружена — в отделении № 2 совхоза Морозовский и в хуторе Чекалов. Ниже Чекалова течёт на юг, затем на юго-восток по границе областей. На Россоши находятся населённые пункты Низянка, Севастьянов, Черкасский, Чекомасьев, Карповский, Ремизов, Новоцимлянская, Богатырёв. Длина реки составляет 58 км.

## Данные водного реестра
По данным государственного водного реестра России относится к Донскому бассейновому округу, водохозяйственный участок реки — Дон от города Калач-на-Дону до Цимлянского гидроузла, без реки Чир, речной подбассейн реки — Дон между впадением Хопра и Северского Донца. Речной бассейн реки — Дон (российская часть бассейна).
Код объекта в государственном водном реестре — 05010300912107000010271.